# شورای عالی جمهوری گرجستان
شورای عالی جمهوری گرجستان ( گرجی: საქართველოს რესპუბლიკის უზენაესი საბჭო  ) بالاترین نهاد قانونگذاری تک مجلسی در جمهوری شوروی سوسیالیستی گرجستان بود که در اولین انتخابات دموکراتیک و چند حزبی ( تا پیش از آن، تنها  حزب کمونیست در انتخابات شرکت میکرد و مجلسی تک حزبی تشکیل می شد) در قفقاز در 28 اکتبر 1990 توسط مردم انتخاب شد. این رویداد در حالی رخ داد که این کشور هنوز بخشی از اتحاد جماهیر شوروی بود. این شورا در آوریل 1991 ریاست اعلام استقلال جمهوری شوروی سوسیالیستی گرجستان از اتحاد جماهیر شوروی را به عهده داشت. در نهایت قوه مقننه (مجلس گرجستان) تحت کنترل جناح های رقیب در آمد و میان آن ها تقسیم شد. در نهایت این شورا، پس از کودتای خشونت آمیزی که رئیس جمهور زویاد گامساخوردیا را در ژانویه ۱۹۹۲ برکنار کرد، منحل شد. یکی از جناح های هوادار گامساخوردیا موفق شد برای چند بار در تبعید و بار دیگر در گرجستان در طی تلاش ناموفق گامساکردیا برای به دست آوردن مجدد قدرت در اواخر سال 1993 تشکیل جلسه دهد. شورای عالی - پس از خلاء پارلمانی کوتاهی که توسط حکومت شورای نظامی پس از کودتا و سپس شورای دولتی پر شد - توسط پارلمان گرجستان که در اکتبر 1992 انتخاب شد، جایگزین شد.
شورای عالی جمهوری گرجستان پیش از شورای عالی جمهوری سوسیالیستی شوروی گرجستان (ژوئیه 1938 - نوامبر 1990) آغاز به کار کرده بود. شورای عالی جمهوری سوسیالیستی هم به نوبه خود، جانشین بعدی کنگره شوراهای گرجستان (فوریه 1922 - ژوئیه 1938) شده بود.

## رؤسای شورای عالی جمهوری گرجستان
| تصویر | نام               | دوره زمانی                     |
| ----- | ----------------- | ------------------------------ |
|       | زویاد گامساخوردیا | 14 نوامبر 1990 – 14 آوریل 1991 |
|       | آکاکی آساتیانی    | 14 آوریل 1991 – 2 ژانویه 1992  |